# Куш, Уилбур
Уи́лбур Куш (англ. Wilbur Cush; 10 июня 1928, Лерган, Арма — 28 июля 1981, Лерган, Арма) — североирландский футболист, играл на позиции атакующего полузащитника. Участник чемпионата мира по футболу 1958 года.

## Биография

### Клубная карьера
Куш в течение 10 сезонов играл за «Гленавон», в котором был одним из ключевых игроков в полузащите. В составе «синих из Лергана» выиграл два чемпионских титула и Кубок Северной Ирландии в 1957 году. В том же году он получил награду как Футболист года Ольстера, что было связано с признанием его вклада в успехи своей команды.
В ноябре 1957 года стал игроком английского клуба «Лидс Юнайтед»; сумма трансфера составила 7000 фунтов стерлингов. В новой команде он стал капитаном, сменив Джона Чарльза, перешедшего в «Ювентус». Куш стал лидером полузащиты «Лидса» и был известен своей жесткой игрой. Стэнли Мэтьюз отзывался о его подкатах, сравнивая их с «ударами танка». В составе «белых» Куш сыграл в Первом дивизионе 87 матчей и забил 9 голов.
В 1960 году перешёл в «Портадаун», в котором отыграл шесть сезонов, так и не завоевав никаких трофеев. Завершил карьеру в клубе «Гленавон» в 1968 году в возрасте 40 лет.

### Карьера в сборной
В составе сборной Северной Ирландии был основным игроком на чемпионате мира по футболу 1958 года, где сыграл в 5 матчах на турнире, в том числе и 1/4 финальном матче со сборной Франции, который североирландцы проиграли со счётом 4:0. Всего за сборную Северной Ирландии сыграл 26 матчей и забил 6 голов.

### Смерть
Скоропостижно скончался в Лергане 28 июля 1981 года в возрасте 53 лет.

## Достижения
«Гленавон»
- Чемпион Премьер-лиги (2): 1951/52, 1956/57
- Обладатель Кубка Северной Ирландии (1) : 1956/57